# Louise Bryant
Louise Bryant, född Anna Louise Mohan den 5 december 1885 i San Francisco i Kalifornien, död 6 januari 1936 i Sèvres i Frankrike, var en amerikansk radikal socialist och feminist, som arbetade som journalist och var mest känd för sina sympatiska rapporteringar om Sovjetryssland och bolsjeviker under den ryska revolutionen.
Bryant, som gifte sig med journalisten John Reed 1916, skrev om diverse ryska ledare såsom Jekaterina Bresjko-Bresjkovskaja, Maria Spiridonova, Aleksandr Kerenskij, Vladimir Lenin och Lev Trotskij. Hennes artiklar, distribuerade av Hearst under och efter hennes resor till Petrograd och Moskva, syntes i tidningar runtom i USA och Kanada under de närmsta åren efter första världskriget. En kollektion av hennes artiklar från hennes första resa publicerades 1918 vid namnet Six Red Months in Russia.

## Biografi
Som ung började hon använda sin styvfaders, Sheridan Bryant, efternamn, istället för sin biologiska faders. Hon växte upp i Nevada och gick på University of Nevada i Reno samt University of Oregon i Eugene, och examinerade med en examen i historia 1909. I jakten på en karriär som journalist, tog hon arbete som samhällsredaktör vid Spectator och frilansade för The Oregonian, båda tidningar i Portland, Oregon.Under åren 1909-1915 blev hon aktiv inom rörelsen för kvinnlig rösträtt. När hon lämnade sin förste man för att följa med Reed till Greenwich Village, träffade och formade hon vänskaper med några av den tidens ledande feminister, vissa genom tryckalster såsom The Masses; på möten för kvinnogruppen, Heterodoxy; och genom arbete med Provincetown players. Under en uppslutning för kvinnlig rösträtt med National Woman's Party i Washington D.C., 1919, blev hon arresterad och tillbringade tre dagar i fängelse.
Efter Reed's död från tyfus, 1920, fortsatte Bryant att skriva för Hearst om Ryssland men även Turkiet, UNgern, Grekland, Italien, och andra länder i Europa och Mellanöstern. Vissa artiklar från denna period samlades 1923 under titeln Mirrors of Moscow. Senare samma år gifte hon sig med William C. Bullitt, Jr., med vilken hon fick sitt enda barn, Anne, det följande året. På senare år när hon led av den smärtsamma och ovanliga sjukdomen adiposis dolorosa, skrev och publicerade Bryant ytterst lite under sina sista tio år, och drack mycket alkohol. Bullitt, som vann ensam vårdnad av Anne, separerade från Bryant 1930. Bryant dog i Paris, 1936, och begravdes i Versailles.
1998 restaurerade en grupp från Portland hennes grav, som hade blivit ovårdad.